# ソフィア (ヴェルムランド公爵夫人)
ヴェルムランド公爵夫人ソフィア、出生名：ソフィア・クリスティーナ・ヘルクヴィスト（Sofia Kristina Hellqvist, 1984年12月6日 - ）は、スウェーデン国王カール16世グスタフの第2子で長男のヴェルムランド公爵カール・フィリップ王子の妃。

## 人物・来歴
ソフィアは、ストックホルムの北郊ダンデリード市で母マリー・ブリット・ロートマンとデンマーク系スウェーデン人の父エイリク・オスカル・ヘルクヴィストとの間に生まれた。彼女が洗礼を受けたのは出生の翌年の1985年5月26日である。彼女は6歳の時にオルヴダレンに移転している。彼女にはサラとリナの2人の姉妹がいた。
20歳の時、ソフィアは男性向け雑誌『スリッツ』のために写真を撮られた。その写真は、ビキニだけを着用し、尻と上半身にかけて蛇のボアが巻き付いていたものであった。彼女は同誌の読者投票で「ミス・スリッツ」に選ばれた。2010年からスウェーデンの王子カール・フィリップとの関係が始まった時、『エクスプレッション』紙はこの彼女の写真を再び取り上げた。「ミス・スリッツ」の人気投票後、彼女はTV4が放送するリアリティ番組『パラダイス・ホテル』にキャストされ、出演を依頼された。彼女は出演依頼を受け入れ、同番組の最終回まで務めた。
2005年に彼女はニューヨークの the Institute of English and Businessへ、経済発展を専攻して、会計とコンピューターアプリケーションを学ぶために留学した。彼女は「地球的民族（global ethics）」「青少年の科学（child and youth science）」「子どものコミュニケーション」と言った様々なコースを国連コンベンションで勉強したほか、ストックホルム大学で「理論上及びスウェーデンでの実践における子どもの権利」を学んでいる。彼女はマンハッタンで自身のヨガセンターを始めた。
ソフィアはスウェーデンに帰国後、ウェイトレスとモデルをしながらストックホルムで勉強した。ラスベガス滞在中に、アメリカ合衆国のポルノスターのジェナ・ジェイムソンと関係を持ったとニュースで報じられた。
2010年、友人とともに南アフリカの恵まれない子どもたちを支援のチャリティーのProject Playgroundを設立した。

## 結婚

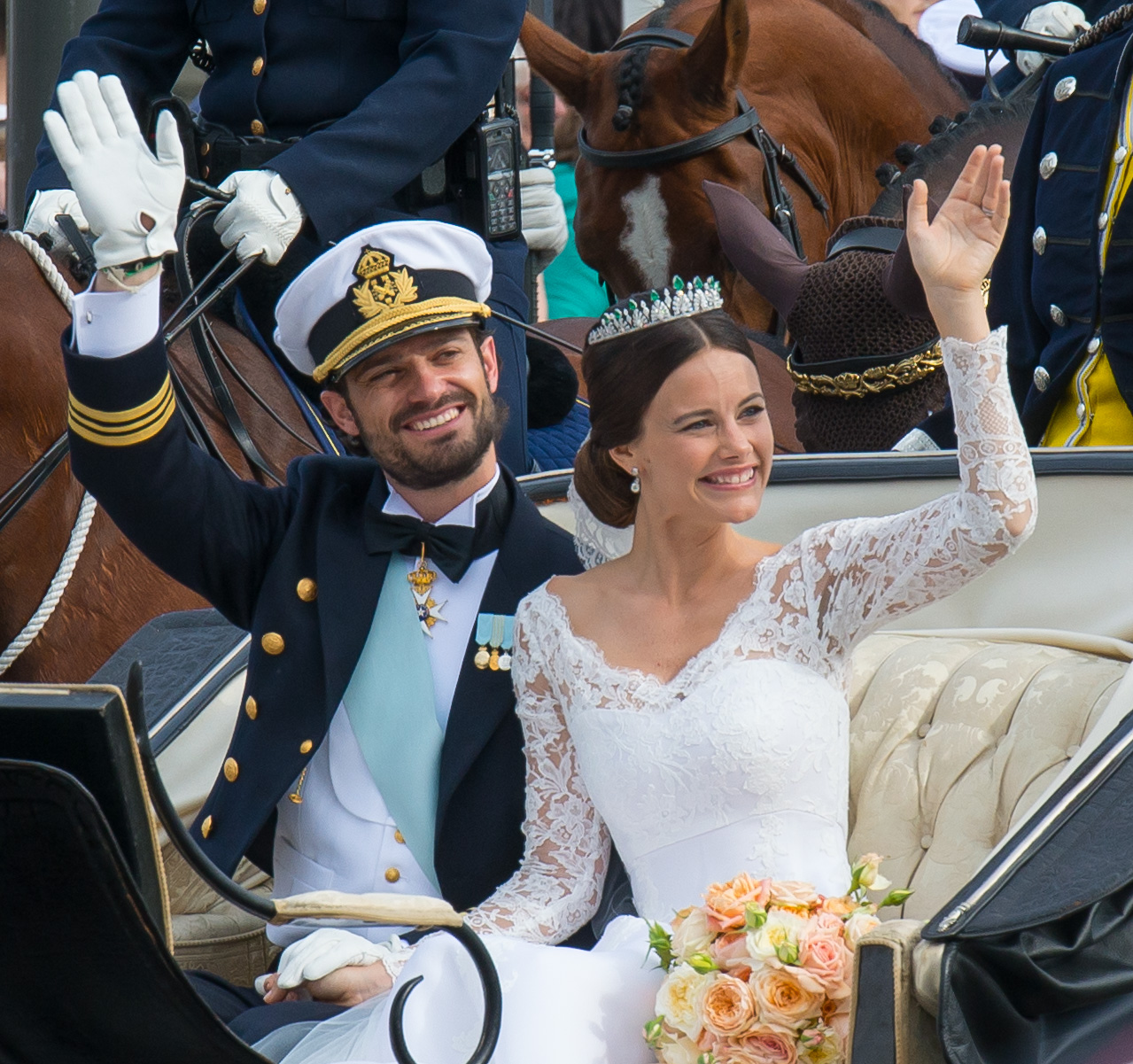
カール・フィリップ王子と同妃ソフィア（2015年6月13日の結婚式にて）

2010年7月にスウェーデン王室のスポークスマンNina Eldhはソフィアとカール・フィリップ王子との関係を公に認めた
。イギリスの『デイリー・テレグラフ』は、ソフィアのセミヌードモデルとリアリティ番組出演という経歴のため、「王室が反対している」といった風な論調でニュースにした。2011年4月、2人はユールゴーデンで同居を始めた。同年6月、王室は2人の同居を公に認めた。
2014年6月14日、2人の婚約が発表された。同年12月、ソフィアはストックホルム市庁舎の「ブルーホール」でのノーベル賞授賞式の晩餐会で、王室成員として初仕事をこなした。2015年5月には、結婚にともない「プリンセス（Prinsessan）」に叙されることが発表された。同年6月13日、2人はストックホルムのSlottskyrkanで結婚式を挙げた。

## 子女
夫のカール・フィリップ王子との間に、現在3男1女がいる。
- アレクサンダー・エリク・ウベルトゥス・ベルティル（2016年 - ）
- ガブリエル・カール・ヴァルター（2017年 - ）
- ユリアン・ヘルベルト・フォルケ（2021年 - ）
- イネス・マリー・リリアン・シルヴィア（2025年 - ）

## 慈善活動
ソフィアは、スウェーデン王室に縁のあるソフィアヘメット病院の名誉院長を務めている。ソフィアは、2020年4月16日、新型コロナウイルス感染症が世界的に流行する中、医療資源の不足緩和に貢献するため、ソフィアヘメット病院の医療支援スタッフとしてボランティア活動を始めた。